# Morten Messerschmidt
Pour les articles homonymes, voir Messerschmidt.
Morten Messerschmidt, né le 13 novembre 1980 à Frederikssund, est un homme politique danois du Parti populaire danois, dont il est le président depuis 2022.

## Biographie

### Jeunesse et débuts en politique
Engagé au sein du Parti populaire danois, il fait partie de la direction de sa branche de jeunesse de 2000 à 2005. À ce titre, il est condamné en 2002 avec trois autres militants à 14 jours de prison avec sursis pour une campagne publicitaire de l'organisation contre l'islam.
Il participe en 2003 à Big Brother VIP au Danemark. De 2003 à 2005, il est un assistant du député européen Morgens Camre. Il obtient un diplôme de droit à l'université de Copenhague en 2009.
Il est élu député au Folketing pour la première fois lors des élections législatives de 2005, et devient alors le porte-parole de son groupe parlementaire sur les questions européennes. En avril 2007, il est accusé par le quotidien B.T. d'avoir fait l'éloge du nazisme lors d'un déjeuner dans les jardins de Tivoli et décide alors de quitter le Parti populaire danois pour le préserver de la polémique. Il annonce rejoindre de nouveau le parti moins d'un mois plus tard. En février 2009, il gagne son procès contre B.T., le tribunal estimant que ses propos relevaient de la moquerie.
Il est réélu pour un second mandat lors des élections législatives anticipées de 2007. Il devient alors le porte-parole de son groupe sur les questions de climat et d'énergie, tout en conservant son rôle sur les questions européennes.

### Député européen
En juillet 2008, il est désigné comme tête de liste de son parti en vue des élections européennes de 2009. Lors du scrutin du 7 juin 2009, sa liste se place en quatrième position en remportant 15,3 % des suffrages et deux sièges, le meilleur résultat de l'histoire du parti. Au Parlement européen, il siège au sein du groupe Europe libertés démocratie et de la commission des affaires constitutionnelles, dont il est vice-président.
En octobre 2011, il prend position en faveur d'une sortie du Danemark de l'Union européenne, contrairement à la position officielle de son parti prônant des réformes structurelles en interne.
Il est de nouveau la tête de liste de son parti en vue des élections européennes 2014. Il fait également partie du camp du "non" au référendum de 2014 sur l'adhésion du Danemark à la juridiction unifiée du brevet, tenu simultanément. Le 25 mai, sa liste obtient un résultat historique en remportant le scrutin avec 26,6 % des suffrages et quatre sièges au Parlement européen. Après le scrutin, il siège au sein du groupe des conservateurs et réformistes européens et de la commission des affaires constitutionnelles, dont il redevient vice-président à partir de janvier 2017, date à laquelle il devient également membre de la commission de la culture et de l'éducation. Pendant la législature, il est également membre de la commission spéciale sur les rescrits fiscaux et autres mesures similaires par leur nature ou par leur effet.
Il fait activement campagne en faveur du "non" au référendum du 3 décembre 2015 sur la fin de l'option de retrait du Danemark vis-à-vis de certaines politiques européennes en matière de justice et de sécurité.
En mai 2016, le Parlement européen lui demande de rembourser 400 000 euros de fonds destinés à deux organisations européennes qu'il présidait, mais qui ont été utilisés pour des campagnes du Parti populaire danois lors des élections législatives de juin 2015 et de la campagne référendaire de décembre.
En août 2016, il est accusé d'usurpation d'identité par sa collègue Rikke Karlsson. Face aux accusations, il démissionne le lendemain de son rôle de leader de la délégation du Parti populaire danois au Parlement européen.

### Retour au Folketing
En mai 2018, il annonce son intention de revenir au Folketing. Il y fait son retour à l'occasion des élections législatives de 2019. Après le scrutin, il retrouve ses rôles de porte-parole de son groupe sur les questions européenes, de climat et d'énergie qu'il occupait en 2009. Il devient vice-président du parti en août 2020.
En août 2021, il est condamné à six mois de prison avec sursis pour avoir reçu frauduleusement des fonds européens en 2015 dans le cadre de ses fonctions au sein du Mouvement pour l'Europe des libertés et de la démocratie, condamnation dont il fait appel en contestant tout agissement illégal. En décembre, la décision est annulée par la Haute-Cour en raison de l'activité du juge de premier instance sur les réseaux sociaux, considérée comme hostile au Parti populaire danois. En décembre 2022, lors du nouveau procès, Messerschmidt est acquitté. Le procureur annonce en janvier 2023 ne pas faire appel de cette décision.

### Président du Parti populaire danois
En novembre 2021, il annonce sa candidature à la présidence du parti, après la démission de Kristian Thulesen Dahl à la suite des résultats des élections locales. Il remporte l'élection le 23 janvier 2022 contre Martin Henriksen et Merete Dea Larsen, tous deux anciens membres du Folketing. Dans les six mois suivant son élection, onze des seize députés du groupe quittent le parti, dont son prédécesseur Kristian Thulesen Dahl.
Il fait partie des principales figures du camp du "non" au référendum du 1er juin 2022 sur la fin de l'option de retrait du Danemark de la politique de sécurité et de défense commune de l'Union européenne.
Il est réélu au Folketing lors des élections législatives anticipées du 1er novembre 2022 à l'occasion desquelles le Parti populaire danois ne remporte que cinq sièges, contre 16 en 2019, soit le pire résultat de son histoire.